# Austrolimnophila (Austrolimnophila) infidelis
Austrolimnophila (Austrolimnophila) infidelis is een tweevleugelige uit de familie steltmuggen (Limoniidae). De soort komt voor in het Neotropisch gebied.